# Do the Wrong Thing
«Do the Wrong Thing» (с англ. — «Делай, как не надо») — десятая серия тридцать пятого сезона мультсериала «Симпсоны». Впервые вышла 24 декабря 2023 года в США на телеканале «Fox».
Серия посвящена памяти аниматора Иштвана Майороса, который умер 27 сентября в возрасте 72 лет.

## Сюжет
В новостях Кент Брокман сообщает, что давний чемпион по рыболовству Абрахам Симпсон завершает карьеру после двадцатилетней серии побед в Спрингфилдском рыболовном дерби. Эйб говорит, что передает свое наследие своему сыну, Гомеру, который, как он ожидает, выиграет благодаря «рыболовному гену» Симпсонов. Однако, сам Гомер не в восторге от этого, поскольку он никогда ничего не выигрывал и не думает, что выиграет на этот раз.
На следующий день в школе Лиза просит у директора Скиннера написать рекомендательное письмо в летний лагерь Спрингфилдского университета . Однако Скиннер не смог завершить письмо, поскольку принтер загорается.
На рыбацком дерби Гомер в лодке пытается что-то поймать, но опрокидывается. Пока все смеются над ним, Гомер выбирается из воды и обнаруживает, что ему удалось выловить рыбу в лодку. Все участники взвешивают свою рыбу, и Гомер побеждает с самой тяжелой рыбой. Когда семья возвращается домой, Гомер начинает готовить пойманную рыбу к еде, но обнаруживает, что она полна шариков. Барт рассказывает, что набил её шариками, потому что наблюдать за поражением Гомера было скучно. Гомер обнимает Барта за то, что он обманом помог ему победить.
На следующий день Гомер забирает Барта из школы «на прием к врачу». В машине он рассказывает Барту, что на самом деле они едут на Чемпионат по бросанию блинчиков по воде, чтобы и там сжульничать. Гомер побеждает, потому что Барт с помощью удочки тащил камень Гомера по воде. Затем вдвоем они продолжают жульничать во многих других соревнованиях, побеждая во всех.
Дома Мардж и Лиза говорят о том, как это удивительно, что мальчики выиграли столько соревнований. Когда Мардж обсуждает это с Гомером, тот признается в мошенничестве, но отказывается прекратить, потому что таким образом увеличивается связь между отцом и сыном.
Лиза сидит, перезагружая сайт Спрингфилдского университета в надежде, что пришли результаты о принятии в летний лагерь. Неожиданно кто-то стучится в дверь, и девочка встречает вожатую лагеря, которая сообщает, что её приняли в лагерь для команды по гребле. Лиза удивлена и смотрит на свое резюме, где видит поддельные фотографии, на которых она как гребчиха.
На Спрингфилдских играх по бросанию топора Лиза спорит с Гомером по поводу письма, которое, по её мнению, отец подделал ради неё. Она открывает всем, что Гомер жульничал на всех соревнованиях, из-за чего остальные участники злятся и объявляют охоту на него.
Участники гонятся за Симпсонами, но им удается укрыться за рекламным щитом. Там Мардж признается, что это она подделала заявку Лизы, из-за чего Гомера буквально тошнит, поскольку Мардж всегда была честной и не должна обманывать. Гомер, огорчённый тем, что он испортил Мардж, соглашается с Бартом больше никогда не жульничать. Когда другие участники их догоняют, Гомер принимает свою судьбу быть убитым, но Симпсонов уносят люди в костюмах и упаковывают в автобус.
Симпсонов доставляют в Спрингфилдский университет, где они встречаются с деканом Беличиком. Беличик рассказывает Лизе, что её приняли в лагерь, из-за поддельного резюме, ведь в лагере любят мошенников. Лиза ужасается, услышав это, и отказывается идти в лагерь, поскольку это противоречит её принципам. Затем Беличик предлагает Гомеру работу по преподаванию мошенничества, но тот отказывается.
В финальной сцене Симпсоны вместе проводят время на причале, но без Барта. Когда Мардж интересуется где он, Лиза говорит, что он каждый четверг вечером ходит на «встречи». Потом показано, как он учит мошенничеству в Центре конкурентного дисбаланса Джима Харбо.

## Производство
По словам Роба Лазебника, со-исполнительного продюсера эпизода, у творческой команды было много дискуссий о том, можно ли чтобы текст песни был о способах мошенничества в обществе, тогда как монтаж показывает другие случаи спортивного мошенничества, которые использовали Гомер с Бартом. В конце концов решено было оставить.
Изначально знак, за которым прятались Симпсоны, рекламировал жевание томака, однако «Fox» заменили его.

## Культурные отсылки и интересные факты
- Сюжет серии вдохновлён реальными случаями мошенничества на соревнованиях по рыболовству (в частности, операцией «Varsity Blues» 2019 года) и, по словам шоуранера Мэтта Селмана, разными скандалами по поступлению в вузы[3][4][5]. Трюк с наполнениями шариками, по словам Роба Лазебника, сошоуранера, вдохновлен аналогичным мошенничеством на соревнованиях 2022 года в Кливленде[6].
- У Клетуса Спаклера на ногах есть пиявки, напоминающие логотип «Nike»[7].
- Декан Беличик говорит, что бейсбольная команда «Хьюстон Астрос» придумывают фантастические способы мошенничества[8].
- Центр конкурентного дисбаланса Джима Харбо, в котором преподает Барт в конце эпизода, назван в честь тренера по американскому футболу и эксзащитника Джима Харбо, обвиняемого в нескольких мошеннических скандалах[9][10].
- «Холл Сэма Бэнкмана-Фрида» — отсылка к американскому предпринимателю, который в ноябре 2023 года был осуждён за мошенничество, заговор и отмывание денег. По словам Лазебника, это было совпадениям, поскольку сценарии эпизодов пишутся за много месяцев перед выходом серии в эфир[11].

## Отзывы
Во время премьеры серию просмотрели 6,27 млн человек с рейтингом 1.8, что сделало её самым популярным шоу той ночью и самым популярным эпизодом за 5 лет, после серии 30 сезона «The Girl on the Bus».
Сайт «Bubbleblabber» оценил серию на 8/10.